# Walter Zeman
Walter Zeman (1927. május 1. – 1991. augusztus 8.) osztrák labdarúgókapus.
Az osztrák válogatott színeiben részt vett az 1954-es labdarúgó-világbajnokságon.

## Pályafutása

### Klubcsapatokban

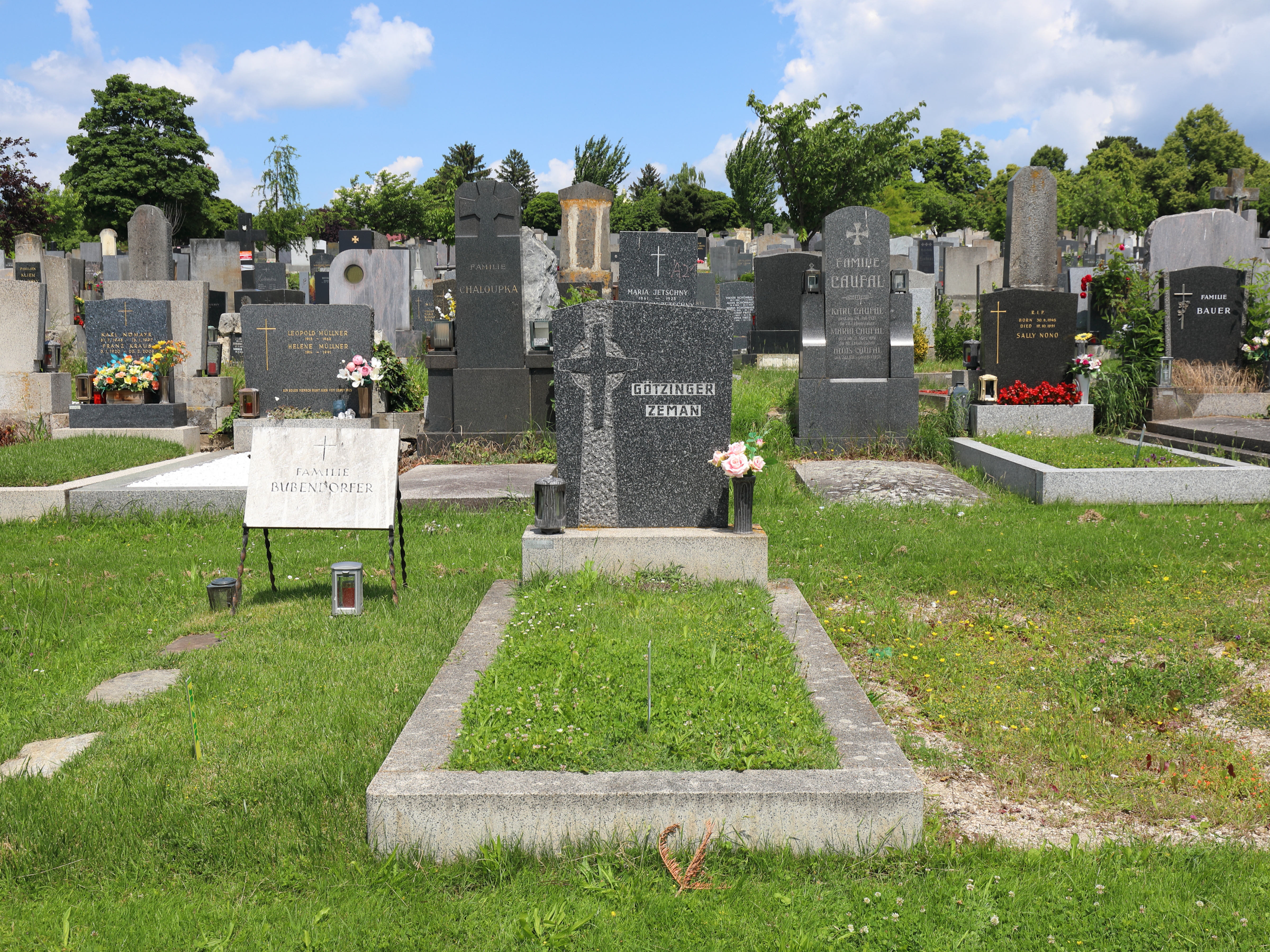
A Zeman és a Götzinger család sírhelye, ahol Walter Zeman is nyugszik

Pályafutását a SV Wienerberger klubnál kezdte, de hamarosan az FC Vienna csapatához igazolt. 1945-ben csatlakozott a Rapid Wienhez, és ekkortól lett tagja az osztrák labdarúgó-válogatottnak. A Rapiddal Zeman nyolc osztrák bajnokságot (1946, 1948, 1951, 1952, 1954, 1956, 1957, 1960) egy osztrák kupát (1946) nyert és 1951-ben a Zentropa kupát is elhódították.

### A válogatottban
Részt vett az 1954-es labdarúgó-világbajnokságon, ahol az osztrák válogatott az elődöntőig jutott. Összesen 41 találkozón védett Ausztria színeiben, és Rudi Hiden (1909–1973) után nemzete második legjobb kapusaként tartották számon. Pályafutása során nemzetközi fellépéseiért a „budapesti tigris” és a „glasgow-i párduc” beceneveket érdemelte ki. 1950-ben hazájában Az év sportolójának választották, 1953-ban pedig bekerült a FIFA World XI-be is.